# Marquard Slevogt
Marquard Slevogt (auch Marquardt Slevogt, * 22. März 1909 in Aschaffenburg; † 25. Mai 1980 in München) war ein deutscher Eishockeyspieler.

## Karriere
Marquardt Slevogt nahm mit Deutschland an den Olympischen Winterspielen 1928 in St. Moritz und 1932 in Lake Placid teil. Bei den Winterspielen 1932 gewann er mit seiner Mannschaft die Bronzemedaille. Bei der Weltmeisterschaft 1930 gewann er mit seiner Mannschaft die Silbermedaille. Als bestes europäisches Team wurde Deutschland zudem Europameister.
Auf Vereinsebene spielte der Angreifer erst für den MEV 1883 München und wechselte dann anschließend zum SC Riessersee, wo er bis 1934 spielte. Mit der Mannschaft gewann er 1927 den deutschen Meistertitel.

## Erfolge und Auszeichnungen
- 1927 Deutscher Meister mit dem SC Riessersee
- 1988 Aufnahme in die Hockey Hall of Fame Deutschland

### International
- 1930 Silbermedaille bei der Weltmeisterschaft
- 1932 Bronzemedaille bei den Olympischen Winterspielen